# Alfabeto persa

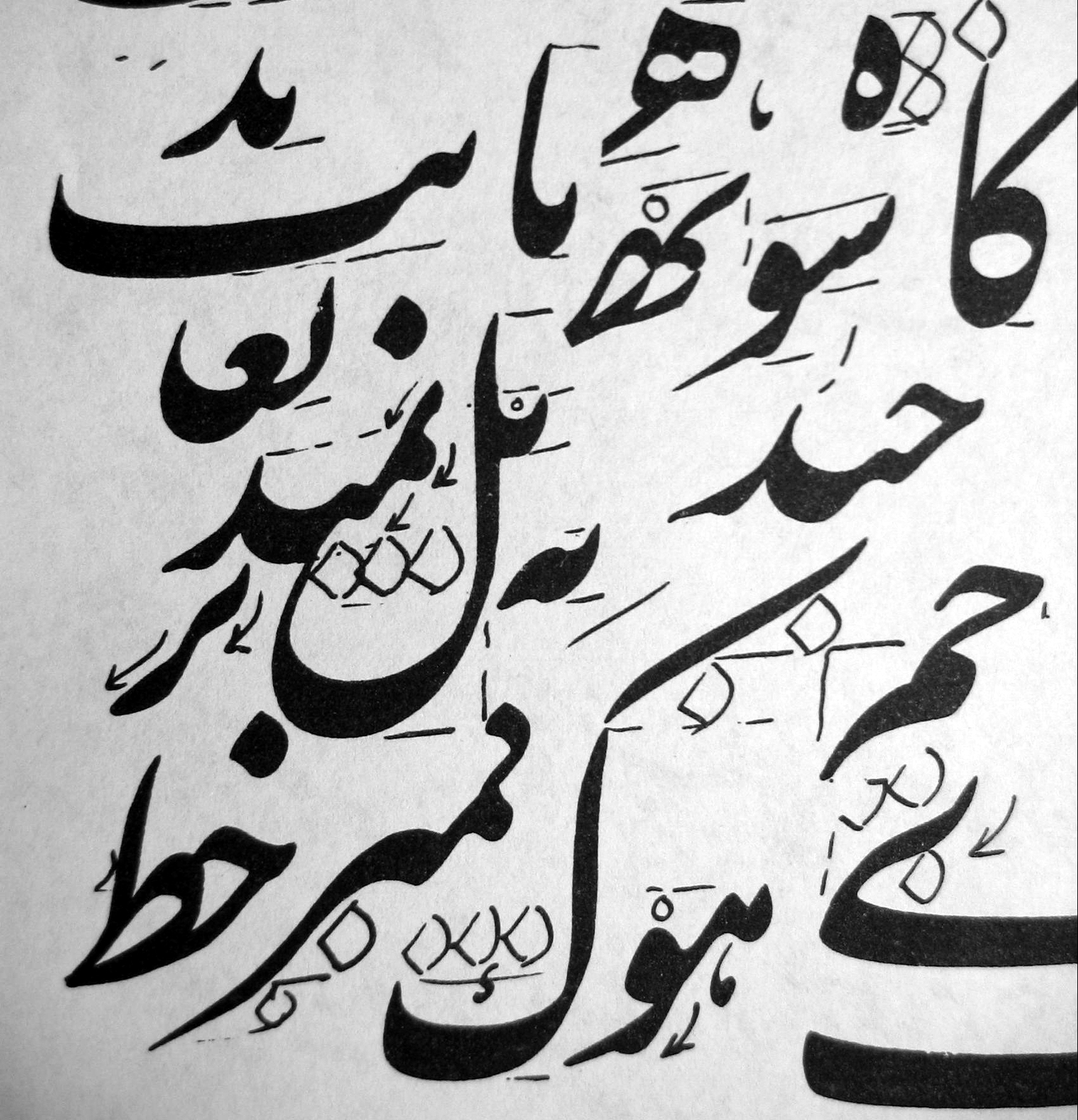
Amostra das regras de proporção da caligrafia nastalique, um dos estilos mais populares de escrita perso-árabe.

O alfabeto persa ou escrita perso-árabe é um sistema de escrita originalmente baseado no alfabeto árabe. Este último, inicialmente usado exclusivamente para a língua árabe, foi modificado para se adequar à língua persa (fârsi), tendo sido adicionadas quatro letras: پ [p], چ [tʃ], ژ [ʒ], e گ [ɡ]. Muitas línguas que usam a escrita perso-árabe acrescentam outras letras. Além de usado para escrever em persa, o alfabeto deu origem aos alfabetos curdo-sorani, urdu, sindi, saraiki,  luri, turco otomano, balochi, punjabi shahmukhi, tatar, azeri e outros.

## Descrição

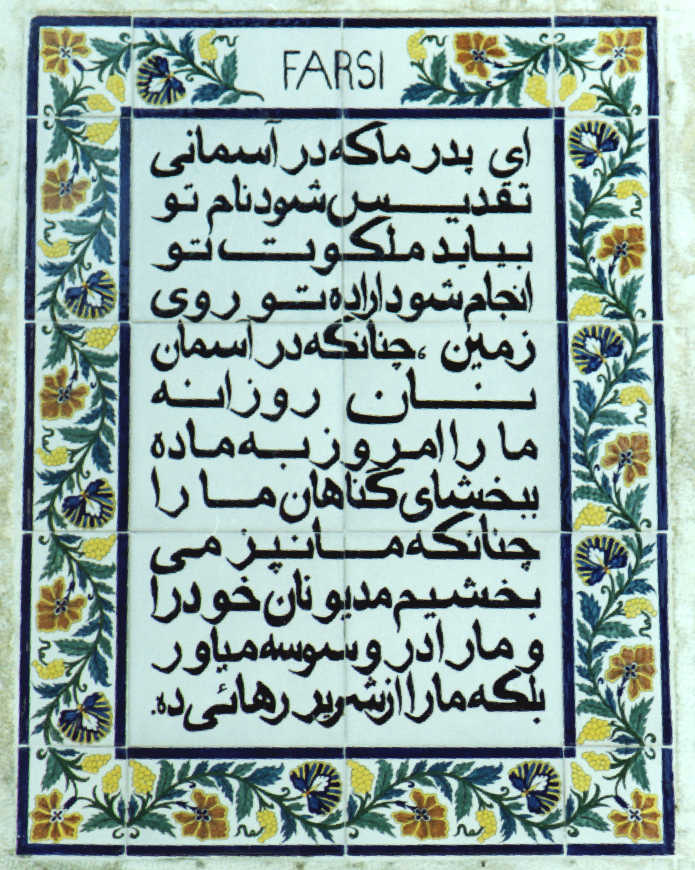
Azulejo com a oração do Pai Nosso escrita em persa, no Convento do Padre Nosso, em Jerusalém

A fim de representar sons não existentes no árabe, foram criadas novas letras juntando pontos, linhas e outras formas a letras já existentes. Por exemplo, as consoantes retroflexas do urdu são representadas ortograficamente pondo um pequeno ط por cima dos seus equivalentes não retroflexos: د [d̪] e ڈ [ɖ]. Por exemplo, a consoante surda fricativa retroflexa do pachto é escrita juntando um ponto acima e abaixo da letra س [s], o que resulta em ښ.. A vogal central arredondada fechada [ʉ] do curdo é escrita com dois ﻭ [u], resultando em ﻭﻭ.
O alfabeto perso-árabe é escrito exclusivamente de forma cursiva, ou seja, a maior parte das letras numa palavra estão ligadas entre elas. Quanto não é escrito à mão, o computador liga as letras umas às outras. O uso de letras desligadas não é muito aceita. Em perso-árabe, como em árabe, as palavras são escritas da direita para a esquerda, enquanto que os números são escritos da esquerda para a direita.
Há muitos alfabetos derivados do árabe que não foram influenciados pelo perso-árabe, incluindo o jawi, usado para o malaio, o sorabe, usado para o malgaxe, além de muitos alfabetos usados no Norte de África. Estes sistemas de escrita recorreram a outras inovações para representar sons comuns como [p] e [g], em vez das letras پ e گ do perso-árabe, embora o jawi use o mesmo símbolo para [tʃ] (چ).
Uma característica da escrita árabe e perso-árabe, possivelmente com origens que recuam aos hieróglifos do Antigo Egito, é a da pouca representação das vogais. Por exemplo, em árabe clássico (ou corânico), as três vogais mais curtos (dentre as seis existentes) são normalmente omitidas (exceto no Alcorão), enquanto que as três vogais longas são representadas de forma ambígua por certas consoantes. Das várias línguas que usam derivados do alfabeto persa, só o caxemíri, uigur e curdo indicam regularmente todas as vogais.

## Letras principais
Apresentam-se abaixo as 32 letras do alfabeto persa moderno. Devido à escrita ser cursiva, a aparência de cada letra muda conforme a sua posição numa palavra: isolada, no início (ligada à esquerda), meio (ligada em ambos os lados), fim (ligada à direita).

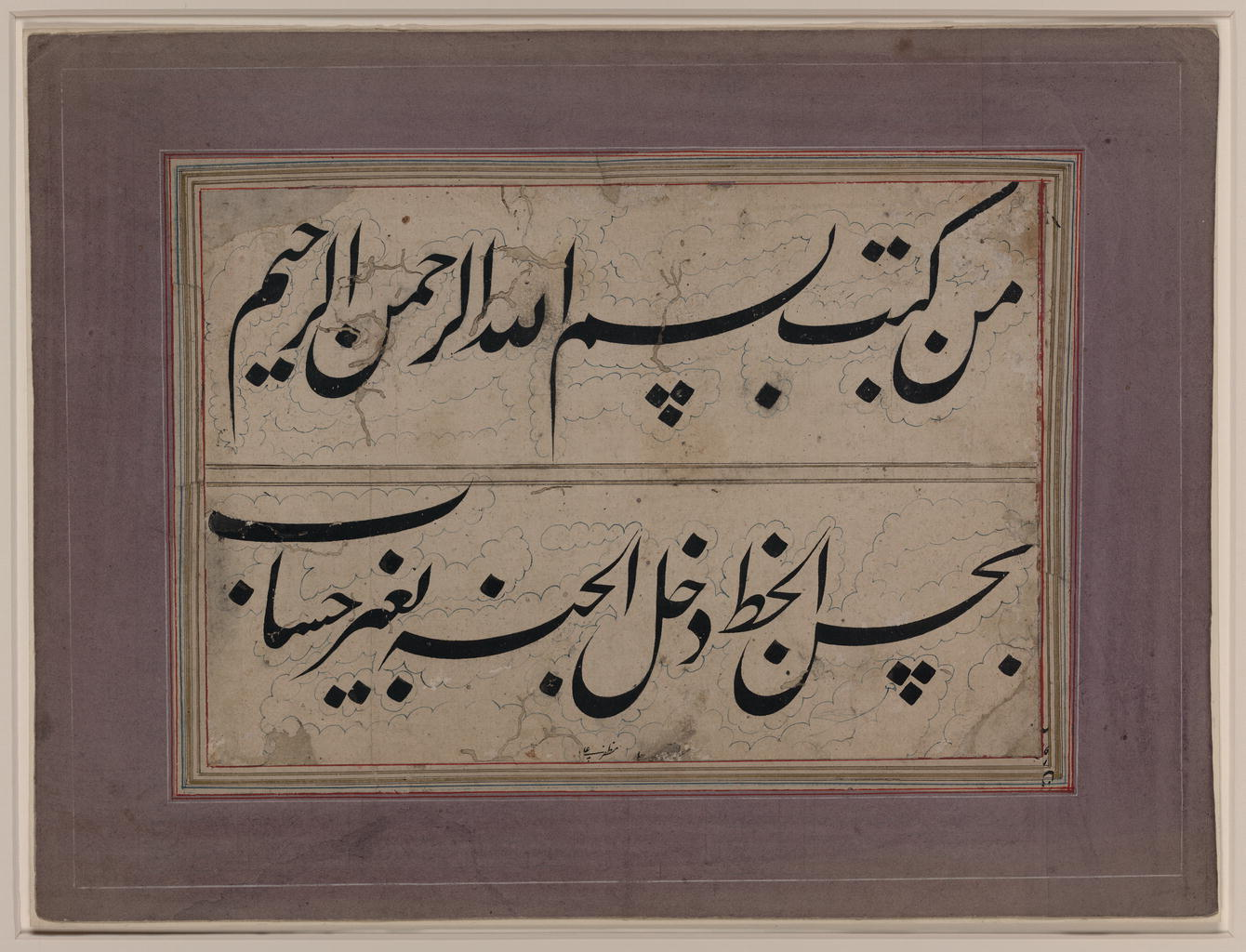
Inscrição otomana em caligrafia nasta'liq.

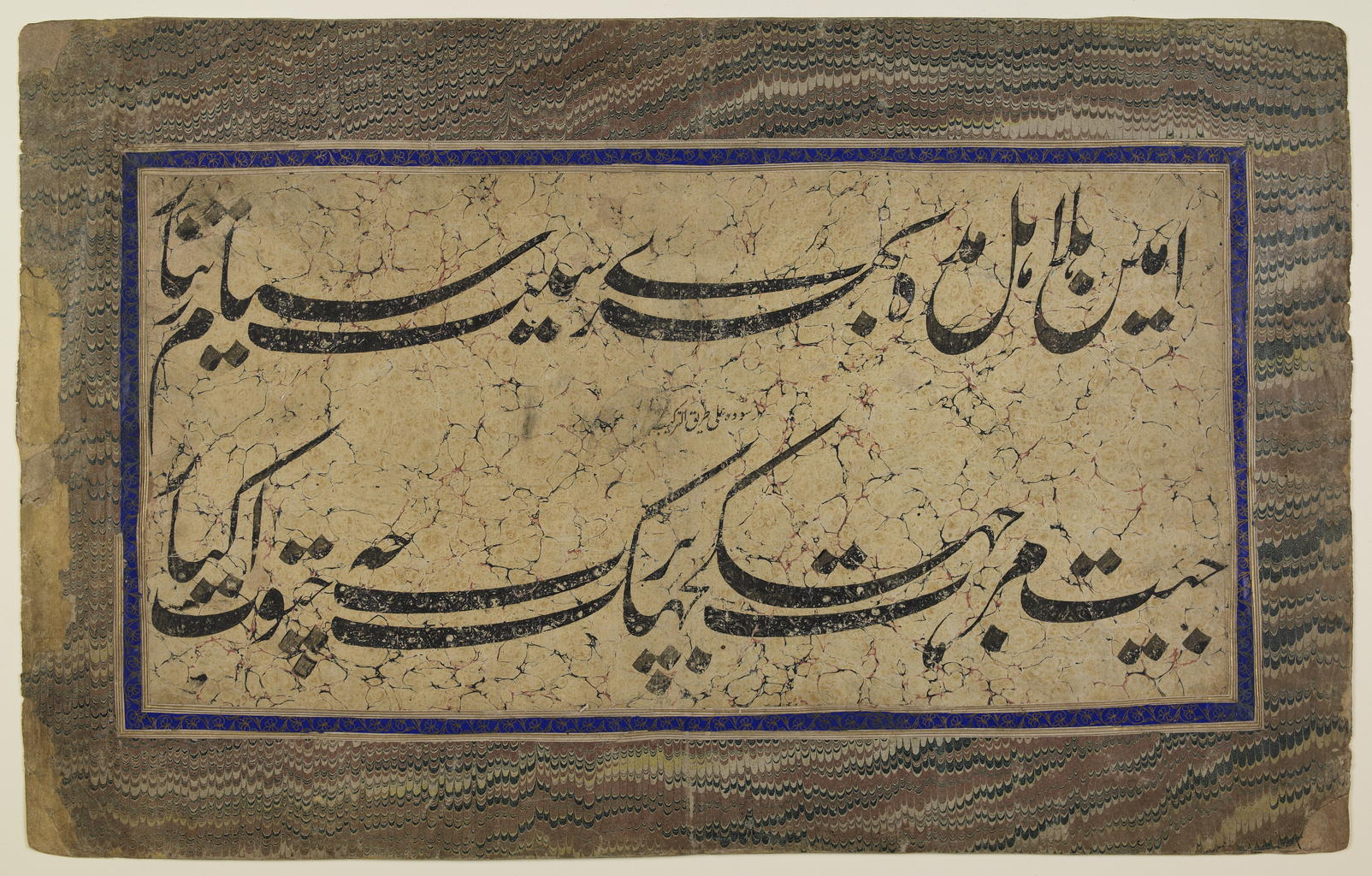

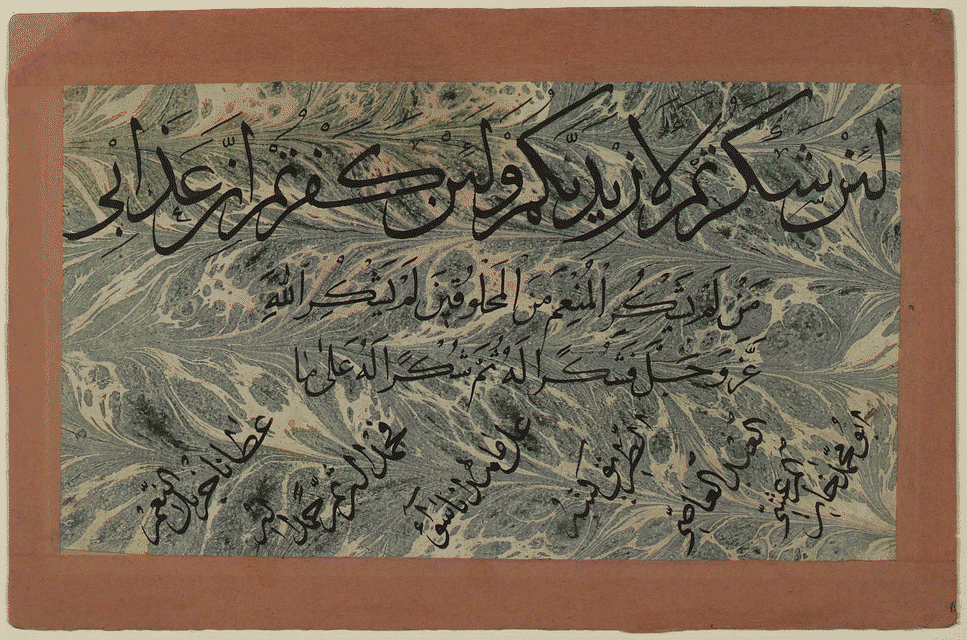

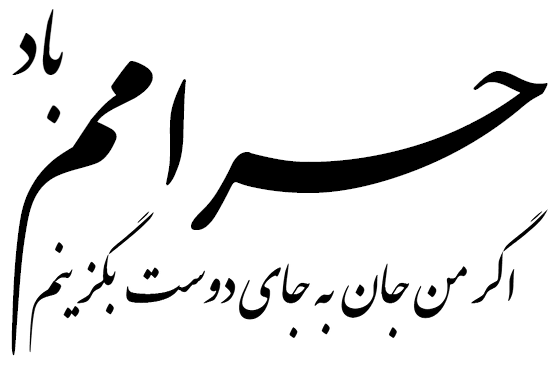

| Posição | Posição | Posição | Posição | Nome    | Transliteração | Transcrição      |
| Isolado | Inicial | Meio    | Final   | Nome    | Transliteração | Transcrição      |
| ------- | ------- | ------- | ------- | ------- | -------------- | ---------------- |
| ﺍ       | —       | —       | ﺎ       | alef    | â, a, e, o, ’  | /ɒː, a, e, o, ʔ/ |
| ﺏ       | ﺑ       | ﺒ       | ﺐ       | be      | b              | /b/              |
| پ       | ﺑ       | ﺒ       | پ       | pe      | p              | /p/ [ph]         |
| ﺕ       | ﺗ       | ﺘ       | ﺖ       | te      | t              | /t/ [th]         |
| ﺙ       | ﺛ       | ﺜ       | ﺚ       | se      | s              | /s/              |
| ﺝ       | ﺟ       | ﺠ       | ﺞ       | jim     | j              | /ʤ/              |
| چ       | ﺣ       | ﺤ       | ﺢ       | ce      | c              | /ʧ/ [ʧh]         |
| ﺡ       | ﺣ       | ﺤ       | ﺢ       | he jimi | h              | /h/ [h, ɦ]       |
| ﺥ       | ﺧ       | ﺨ       | ﺦ       | xe      | x              | /x/ [χ]          |
| ﺩ       | —       | —       | ﺪ       | dâl     | d              | /d/              |
| ﺫ       | —       | —       | ﺬ       | zâl     | z              | /z/              |
| ﺭ       | —       | —       | ﺮ       | re      | r              | /r/ [ɾ]          |
| ﺯ       | —       | —       | ﺰ       | ze      | z              | /z/              |
| ژ       | —       | —       | ژ       | že      | ž              | /ʒ/              |
| ﺱ       | ﺳ       | ﺴ       | ﺲ       | sin     | s              | /s/              |
| ﺵ       | ﺷ       | ﺸ       | ﺶ       | šin     | š              | /ʃ/              |
| ﺹ       | ﺻ       | ﺼ       | ﺺ       | sâd     | s              | /s/              |
| ﺽ       | ﺿ       | ﻀ       | ﺾ       | zâd     | z              | /z/              |
| ﻁ       | ﻃ       | ﻄ       | ﻂ       | tâ      | t              | /t/ [th]         |
| ﻅ       | ﻇ       | ﻈ       | ﻆ       | zâ      | z              | /z/              |
| ﻉ       | ﻋ       | ﻌ       | ﻊ       | eyn     | ‘              | /ʔ/ [ʔ, Vˁ]      |
| ﻍ       | ﻏ       | ﻐ       | ﻎ       | qeyn    | q              | /q/ [ɢ, q]       |
| ﻑ       | ﻓ       | ﻔ       | ﻒ       | fe      | f              | /f/              |
| ﻕ       | ﻗ       | ﻘ       | ﻖ       | qâf     | q              | /q/ [ɢ, q]       |
| ک       | ﻛ       | ﻜ       | ﮏ       | kâf     | k              | /k/ [kh, ch]     |
| گ       | ﮔ       | ﮕ       | ﮓ       | gâf     | g              | /g/ [g, ɟ]       |
| ﻝ       | ﻟ       | ﻠ       | ﻞ       | lâm     | l              | /l/              |
| ﻡ       | ﻣ       | ﻤ       | ﻢ       | mim     | m              | /m/              |
| ﻥ       | ﻧ       | ﻨ       | ﻦ       | nun     | n              | /n/              |
| و       | —       | —       | و       | vâv     | v, u, w        | /v, u, w/        |
| ﻩ       | ﻫ       | ﻬ       | ﻪ       | he      | h              | /h/ [h, ɦ]       |
| ﻯ       | ﻳ       | ﻴ       | ﻲ       | ye      | i, y           | /iː, j/          |

1. ↑  Sistema de transliteração UniPers(Unipers)
2. ↑  Transcrições em AFI: fonemas eventualmente seguidos  da sua realização fonética por ordem de frequência.
3. ↑  [ɦ] entre vogais.
4. ↑  As sequências /VʔC/ são realizadas [VˁC].
5. ↑  [ch] em frente da vogal anterior (e inclui /a/). As oclusivas surdas são todas aspiradas.
6. ↑  [ɟ] em frente da vogal anterior  (e inclui /a/).
7. ↑  [ɦ] entre vogais.

## Grafias particulares

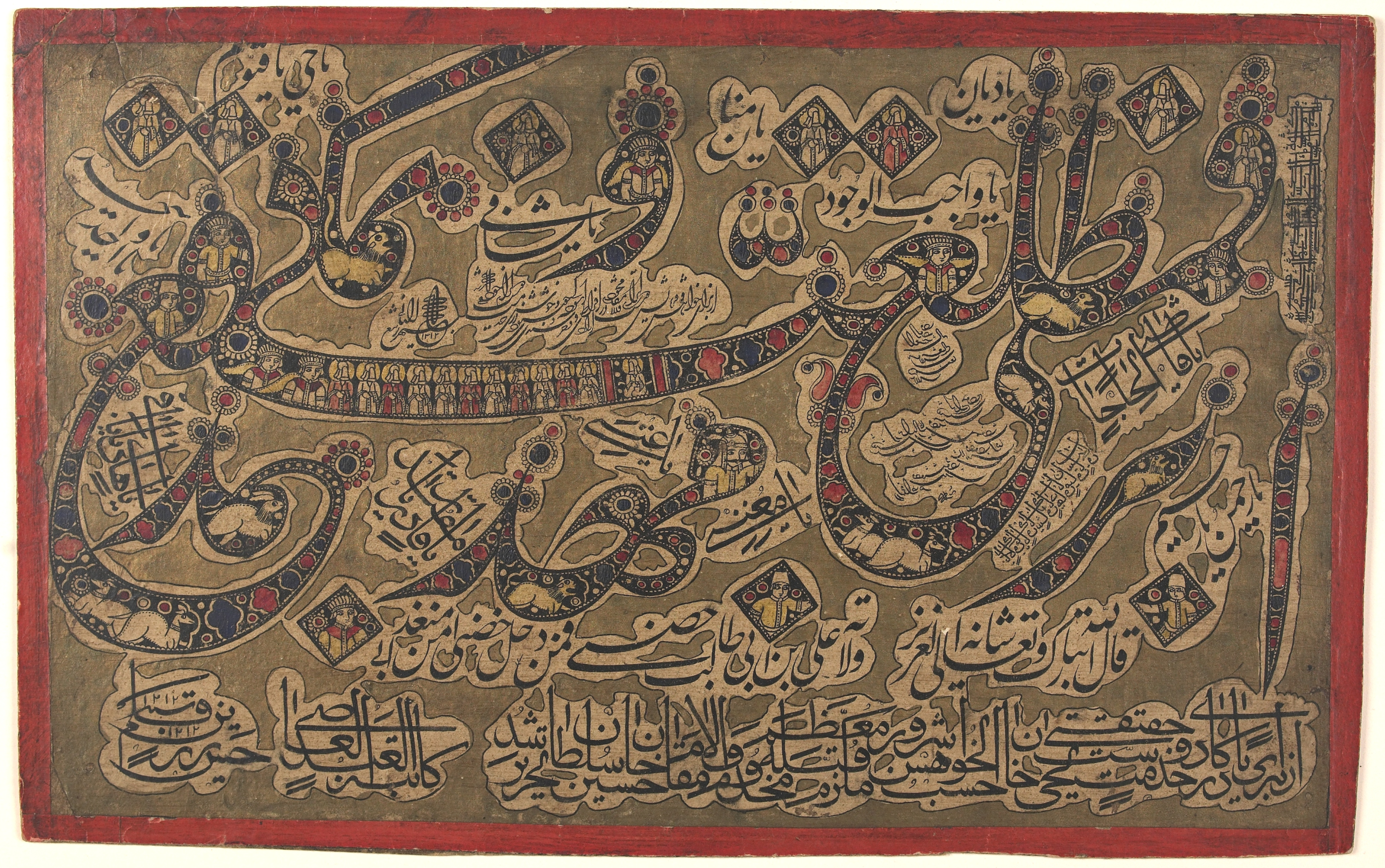
Painel caligráfico otomana em escrita nasta'liq com orações a Alá, o Profeta Maomé e ou seu genro Ali.

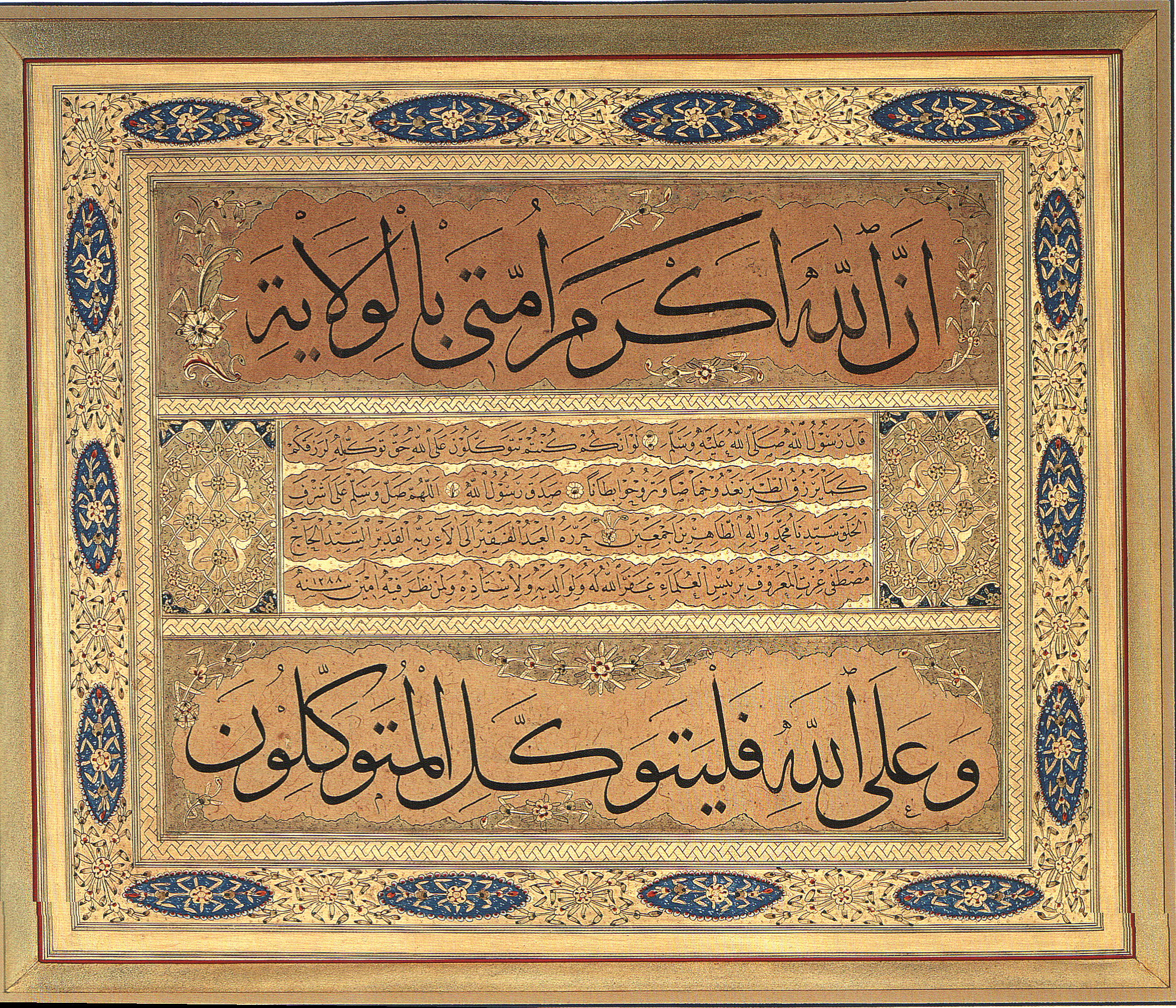
Caligrafia otomana do século XIII.

Além das letras árabes, existem as seguintes letras:
| Letra | Nome | Transliteração | Transcrição |
| ----- | ---- | -------------- | ----------- |
| پ     | pe   | p              | /p/         |
| چ     | ce   | c              | /ʧ/         |
| ژ     | že   | ž              | /ʒ/         |
| گ     | gâf  | g              | /g/         |

As letras seguintes não são específicas do perso-árabe, mas são escritas de maneira diferente ou, no caso de lâm alef, uma ligação de duas letras.
| Isolada | Inicial | Meio | Final | Nome                     | Transliteração | Transcrição |
| ------- | ------- | ---- | ----- | ------------------------ | -------------- | ----------- |
| ﺁ       | —       | —    | ﺂ     | alef madde/alef bâ kolâh | ’â             | /ʔɒː/       |
| ﺓ       | —       | —    | ﺔ     | tâ’ marbuta              | h, t, Ø, h, ẗ  | /a, at/     |
| ﻻ       | —       | —    | ﻼ     | lâm ’alef                | lâ             | /lɒː/       |

Apesar de à primeira vista todas as variantes do alfabeto serem semelhantes, há inúmeras diferenças na forma como as diferentes línguas empregam os alfabetos. Por exemplo, as palavras semelhantes são escritas de maneira diferente em persa e em árabe.
Separadores de palavras
Tipicamente as palavras são separadas umas das outras por espaços. Alguns morfemas (como o plural finalizado com -hâ') são escritos sem espaço, mas separados da palavra anterior com um "não separador de comprimento nulo"[a]

## Línguas escritas em variantes do alfabeto perso-árabe

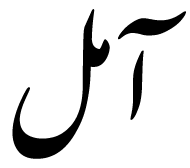

### Atualidade
- azeri (ou azerbaijano); usado no Irão
- balúchi
- brahui
- burushaski (ou burushko)
- dari (ou dari persa)
- gilaki
- caxemíri
- cazaque — na China e Irão[carece de fontes?]
- curdo — embora também haja uma variante curda do alfabeto latino, o alfabeto hawar, usado para escrever o dialeto kurmanji; a variante curda do alfabeto persa é o alfabeto soraní usado para o dialeto de Soran ou kurmanji meridional
- dungan (escrita xiao'erjing)
- quirguiz
- laki (ou leki)
- lori (ou dialetos lori)
- mandarim (escrita xiao'erjing)
- marwari (ou marvari ou marvadi; por vezes chamado rajastani)
- mazandarani (ou mazanderani ou tabari)
- pachto (ou afegão)
- persa
- panjabi (ou punjabi); usa a variante chamada escrita shahmukhi, ou punjabi ocidental.
- qashqai (ou kashqai ou qashqayi)
- rajastani
- saraiki
- sindi
- tajique — usada pelos tajiques do Afeganistão
- turcomeno (ou turcomano); usado no Irão e Afeganistão
- urdu
- uigur — usam-se vários alfabetos locais derivados do persa
- uzbeque (na China e Afeganistão)

### No passado
- azeri — no Azerbaijão foi substituído pelo alfabeto latino, posteriormente pelo cirílico, tendo voltado a ser escrito no alfabeto latino recentemente
- chagatai (ou tchaghatai) — substituído pelo alfabeto latino e posteriormente pelo cirílico
- cazaque — no Cazaquistão foi substituído pelo alfabeto latino e posteriormente pelo cirílico
- quirguiz — no Quirguistão foi substituído pelo alfabeto latino e posteriormente pelo cirílico
- turco — substituído pelo alfabeto latino
- tajique — no Tajiquistão foi substituído pelo alfabeto latino e posteriormente pelo cirílico
- turcomeno — no Turquemenistão foi substituído pelo alfabeto latino, posteriormente pelo cirílico, tendo voltado a ser escrito no alfabeto latino recentemente
- uzbeque — no Uzbequistão foi substituído pelo alfabeto latino, posteriormente pelo cirílico, tendo voltado a ser escrito no alfabeto latino recentemente

## Relação com a cultura islâmica
A escrita perso-árabe tem vindo a ser defendida e promovida como um símbolo da cultura islâmica. As populações e os governos de alguns países islâmicos têm interesse nesta escrita por causa da sua relação com o Islão e porque tem sido utilizada para escrever o Alcorão, o livro de Maomé. Por isso, o debate sobre o uso do alfabeto perso-árabe ou do alfabeto latino não é um assunto neutro do ponto de vista político ou social.